# 民族移動時代

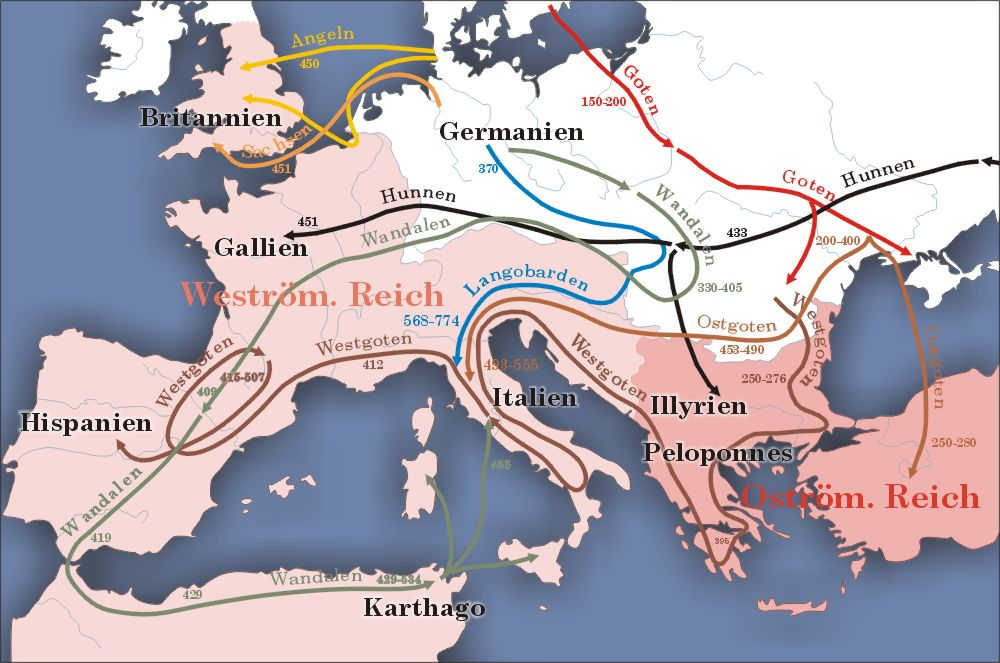
2世紀から5世紀にかけての民族移動の図

民族移動時代（みんぞくいどうじだい、英語: Great Barbarian Invasion）は、西暦300年から700年代にかけて、ヨーロッパで起こった、諸民族移住時代のことである。
この移住はゲルマン系及びスラブ系の移住、更に東方系の諸民族を主体としている。これは中央アジアでのテュルク系民族の圧力や、人口爆発、気候変動、疫病の蔓延などが要因とされる。

## ゲルマン系民族の移動
本節では古代後期から中世初頭にかけて西ローマ帝国の領域内に居住するようになっていったゲルマン系の移動について記す。（参考：ゴート族、ブルグント族、ランゴバルド人、アングロ・サクソン人、ジュート人）。
最初にローマ帝国の領域に侵入したのは西ゴート族であり、続いて侵入したのが東ゴート族である。彼らはいずれも東方民族であるフン族からの略奪・虐殺を受け、逃げ延びる形で東ローマ帝国の領内に殺到し、傭兵として東ローマ帝国内で一定の地位を築いた。それに続く形でブルグント族がフランス北部に、ランゴバルドがイタリアに、アングロ・サクソン人とジュート人がブリタニアに、アレマン人（ケルト系と深く混血していた）が南西ドイツに侵入していった。
そして最終的にフランク人というケルト系やスラブ系・ラテン系の民族とゲルマン諸族が連合したグループが西ヨーロッパを担うようになっていく。ゴート人など初期に移動を開始した東側のゲルマン人は圧倒的多数派であったローマ人に同化したが、後発のフランク人はローマ化しつつも一定の影響力を維持し、ドイツ、イギリスなどの国家の根幹を築いた。
またゲルマン系の故郷とされる北欧の人々はヴァイキングとして盛んに活動して各地に血統を残している。

### 西ゴート王国
もともと西ゴート族はドニエプル川両岸に居住していたが、アッティラによる圧迫によりバルカン半島北部への移住が始まり、傭兵として東ローマ帝国内に居住するようになっていた。しかし5世紀初頭、東ローマ帝国で軍司令官に任じられていた西ゴート族の指導者アラリック1世は、給金の支払いについて帝国と対立して東ローマ帝国から離反、西ローマ皇帝ホノリウスの暴政に苦しむ非イタリア系住民からの要請を受けてイタリア半島へと侵入を開始した。時の西ローマ皇帝ホノリウスは、西ゴート族によるローマ略奪の報を受けてもラヴェンナへこもりきりであった。418年にはローマ帝国との契約により西ローマ帝国への定住が認められ、トゥールーズを中心として西ゴート族の王国（西ゴート王国）が発生した。5世紀中ごろには西ローマ帝国の実権を西ゴート族の指導者が握り、ローマ帝国の名の下でガリアとヒスパニアでの勢力を伸ばした。しかしガリアはフランク族との抗争で6世紀初頭には王国の領域から外れ、王国の重心はイベリア半島に移らざるを得なくなった。その後も、イベリア半島を中心に支配が続いたが、711年に、ウマイヤ朝の攻撃を受け、滅亡。イベリア半島は、その後、レコンキスタの舞台となる。

### 東ゴート王国
東ゴート族はアッティラによる圧迫から逃れる形でバルカン半島北部へと移住を開始し、傭兵として東ローマ帝国内に居住するようになっていた。東ローマ帝国で軍司令官と執政官を歴任した東ゴート王テオドリックは、東ローマ皇帝ゼノンの命令でイタリアに侵攻し、ゼノンと対立していたイタリア領主のオドアケルを討伐した。その功績としてテオドリックには493年にローマ皇帝アナスタシウス1世よりイタリア王位が認められ、イタリアの地に東ゴート族の王国（東ゴート王国）が誕生した。しかし、後に東ゴート王国は東ローマ帝国と対立し、皇帝ユスティニアヌス1世の派遣した軍団によって滅ぼされた。

### フランク王国とブルグント王国、ランゴバルド王国
フランク人の名前は3世紀半ばに初めて史料に登場する。その勇猛が買われ当初は西ローマ帝国の傭兵として活躍していたが、4世紀にはメロバウドゥスやフラウィウス・バウトらのように西ローマ帝国において執政官に就任する者も現れ、次第に東西両帝国の政界において強い影響力を持つようになった。5世紀にはガリアにおいてブルグント王国、ランゴバルド王国を滅ぼして勢力を広げた。508年にはフランク王クローヴィス1世がローマ皇帝アナスタシウス1世より西ローマ帝国の名誉執政官に任命され、800年にはフランク王カールがローマ教皇レオ3世からローマ皇帝としての帝冠を授けられた。

## 東方系民族の移動
ゲルマニア東半分（現在のポーランド・チェコ等の地域）や、サルマティア（現在のベラルーシ南部からウクライナ）には、スキタイやサルマタイの影響を受けた、スラヴ人の文化圏が形成されていた。彼らはPrzeworsk文化やZarubintsy文化などの主体をなし、周辺のケルトやゲルマンの諸族と相互に影響を与え合っていた。彼らもまたフン族に押される形で東ヨーロッパ全土に進出し、スラブ系がこの地域の支配していくことになる。
近年では古代のケルト系民族の研究に影響されてか、プロト・スラブ人についての研究も深まりつつある。その最たる例はヴァンダル人で、彼らは元々はPrzeworskに属する部族である事が判明しており、何らかの理由（恐らくは近隣のゴート族との交流）でゲルマン系言語を用いるようになったと考えられているが、しかし実際のところヴァンダル語についてはほとんど資料がなく、彼らの日常言語が本当にゲルマン系言語であったかどうかでさえも定かではない。語彙の上でゴート語の影響を受けていることははっきりしているが、スラヴ語も語彙においてゴート語の影響を強く受けた言語であり、ゴート語の影響をもってヴァンダル語がゲルマン語であったとは言えない。ヴァンダル人は南欧や北アフリカに侵入していくが、このころまでには彼らがゲルマン語を話していたことがわかっている。（彼らが古い時代からのリンガ・フランカとしてゲルマン系の言葉、新しい時代のリンガ・フランカとしてラテン語、伝統的な民衆語としてスラヴ祖語を使用していたならばこの謎は解決され、当地の考古文化の変遷の仕方がその有力な傍証となっているが、ヴァンダル人がプロト・スラヴ人であることを示す決定的証拠は見つかっていない）。
また同地にはサルマタイと呼ばれるイラン系の諸族も定住していた他、古代末期にはフン族やアヴァール族などの騎馬民族が侵入し、スラヴ系・ゲルマン系の諸民族を次々と征服していった。彼らの出自は明らかではないものの、推測される使用言語からテュルク系に属するという意見や匈奴との関係を論じる意見が一般的である。アヴァール族はテュルク系とされるが、その共通言語としてスラヴ祖語が広く使用されていたという説もある。

### サルマタイ
サルマタイ人はイラン系民族で、長らく遊牧民の覇者であったスキタイ人を滅ぼして勢力を広げた。民族移動時代に入ると、フン族と共に西進を開始して東ゴート族を破り東ヨーロッパに侵入した。後にスキタイ人の系統を継いだとされるスラブ人に吸収されるが、ポーランド近辺ではスラブ文化だけでなくサルマタイ文化も残存して強い影響を残した。近世・近代にはポーランド・リトアニア連合の貴族達がサルマタイ人の末裔である事を強調している（サルマティズム）が、これは単にサルマタイ風の服装や髪形およびサルマタイ的な気質が、非常に多様な民族的・文化的・宗教的出自から構成されていたポーランド貴族（シュラフタ）社会の連帯感を示すものとして流行したもの。
中世ヨーロッパの騎士道文学の最高峰であるアーサー王伝説がサクソン人に対抗したケルト人の伝承がベースであったことは近年知られるようになっているが、さらにそのベースはサルマタイ人の伝承であるとする仮説がある。これはローマ帝政末期にサルマタイ人の傭兵団が大量にブリテン島に移住していた事と、アーサー王伝説とサルマタイ神話が奇妙なほどに一致している為である。
またサルマタイ本体が滅んだ後もアラニ人などの分派勢力が活動を続けている。

### 比喩
これから派生して、年末年始や日本のゴールデンウィーク、お盆休み、朝鮮半島や中華人民共和国、中華民国（台湾）などの太陰暦（旧暦）の旧正月などでの帰省などで、「民族大移動」と表現をする記述がある
。